# Freut Euch des Lebens (1934)
Freut Euch des Lebens ist eine deutsche Filmkomödie und ein Musikfilm des Regisseurs Hans Steinhoff aus dem Jahr 1934. In der Hauptrolle verkörpert Dorit Kreysler die attraktive Kellnerin Gusti, die von allen Männern verehrt und begehrt wird. 

## Handlung
Gusti ist eine reizende Kellnerin in dem bayrischen Lokal „Bratwurstglöckl“, die von allen männlichen Gästen angehimmelt und verehrt wird; an Bekanntschaftsangeboten mangelt es ihr nicht. Einem Gast jedoch, dem bereits seit seinen jungen Jahren stark verwöhnten Carl Maria, passt es nicht, wie es in dem Lokal zugeht, und er beschwert sich bei dem Geschäftsführer, der daraufhin Gusti entlässt.
Der Zufall will es, dass der verarmte Kammersänger Gottlieb Bumm bei einem Preisausschreiben eine Reise auf die Zugspitze für zwei Personen gewonnen hat. Da er jedoch alleine lebt, bietet er Gusti an, ihn zu begleiten. Da Gusti im Augenblick sowieso ohne Anstellung ist, nimmt sie das Angebot gerne an. In der Folge verleben beide wunderschöne Tage und achten dabei nicht auf die Ausgaben, die weit über ihren finanziellen Möglichkeiten liegen.
Im weiteren Verlauf trifft Gusti auf den verärgerten Lokalgast Carl Maria, dem sie ihre Kündigung zu „verdanken“ hat. Unverzüglich geraten die beiden in einen Konflikt, der sich jedoch bald legt. Carl Maria ist nämlich in Wirklichkeit in Gusti verliebt.

## Produktionsnotizen
Die Dreharbeiten fanden zwischen Mitte Februar und Ende April 1934 rund um die Zugspitze statt. Die Hauptrollen waren ursprünglich mit Renate Müller und Wolf Albach-Retty besetzt. Nachdem der Drehplan mehrfach umdisponiert werden musste, weil Renate Müller unter einer Magenverstimmung litt, zog die UFA die Notbremse, als beide Hauptdarsteller erkrankten. Man wollte nicht auf die Genesung der Stars warten, sondern den Film fertigstellen. So bekam die österreichische Schauspielerin Dorit Kreysler die Chance ihres Lebens: Sie gab ihr Filmdebüt gleich in einer Hauptrolle. Als ihr Partner wurde 
Wolfgang Liebeneiner verpflichtet.
Benno von Arent und Artur Günther waren für die Filmbauten verantwortlich. Karl Ritter übernahm die Produktionsleitung. Für den Ton sorgte Fritz Seidel. Die Bearbeitung von Friedrich Wilhelm Rusts Komposition besorgte Walter Schütze, der zugleich die musikalische Leitung hatte. Rust lieferte auch die Texte zu seinen Kompositionen.

## Erscheinungstermine und abweichende Filmtitel
Freut Euch des Lebens wurde am 15. Mai 1934 im Berliner Ufa-Palast am Zoo erstmals gezeigt. In den USA kam der Film am 2. November 1934 in die Kinos (dort unter dem internationalen Titel Enjoy Yourselves). In den österreichischen Kinos wurde der deutsche Titel verwendet, während der Film in Brasilien unter dem Titel Gozar a Vida in die Kinos kam, in Griechenland unter dem Titel Hareite ti zoi sas und in der Tschechoslowakei als Liebelei im Schnee.

## Filmzensur
Das NS-Regime überprüfte den Film auf eventuell dem Regime abträgliche Inhalte und legte ihm am 14. Mai 1934 mit dem Beschluss B.36415 ein Jugendverbot auf.